# ジョー・レッテリ
ジョー・レッテリ（Joe Letteri, 1957年 - ）は、アメリカ合衆国のシニア視覚効果アーティストである。アカデミー賞、英国アカデミー賞、視覚効果協会賞をそれぞれ4度ずつ受賞している。2001年よりWETAデジタルに参加し、重役を務め、同社で『アバター』などの視覚効果を手掛けた

## 私生活
ペンシルベニア州アリキッパで生まれる。
1981年にカリフォルニア大学バークレー校を卒業した。

## フィルモグラフィ
- アビス 特別編 The Abyss (1989) コンピュータグラフィック技術監督
- スタートレックVI 未知の世界 Star Trek VI: The Undiscovered Country (1991) CGアニメーター
- ジュラシック・パーク Jurassic Park (1993) コンピュータグラフィックアーティスト
- スーパーヒーロー/メテオマン The Meteor Man (1993) CGアニメーター
- フリントストーン/モダン石器時代 The Flintstones (1994) コンピュータグラフィックアーティスト
- キャスパー Casper (1995) CGスーパーバイザー
- ミッション:インポッシブル Mission: Impossible (1996) アソシエイト視覚効果スーパーバイザー
- デイライト Daylight (1996) 共同視覚効果スーパーバイザー
- スター・ウォーズ 特別篇 Star Wars Episode IV: A New Hope (1997) 視覚効果スーパーバイザー: ILM
- ジャック・フロスト Jack Frost (1998) 視覚効果スーパーバイザー
- マグノリア Magnolia (1999) 視覚効果スーパーバイザー
- ロード・オブ・ザ・リング/二つの塔 The Lord of the Rings: The Two Towers (2002) 視覚効果スーパーバイザー: WETAデジタル
- ロード・オブ・ザ・リング/王の帰還 The Lord of the Rings: The Return of the King (2003) 視覚効果スーパーバイザー: WETAデジタル
- ヴァン・ヘルシング Van Helsing (2004) 視覚効果スーパーバイザー: WETAデジタル
- アイ,ロボット I, Robot (2004) 視覚効果スーパーバイザー: WETAデジタル
- キング・コング King Kong (2005) シニア視覚効果スーパーバイザー
- X-MEN:ファイナル ディシジョン X-Men: The Last Stand (2006) シニア視覚効果スーパーバイザー: WETAデジタル
- ウォーター・ホース The Water Horse (2007) シニア視覚効果スーパーバイザー: WETAデジタル
- ラブリーボーン The Lovely Bones (2009) シニア視覚効果スーパーバイザー
- アバター Avatar (2009) シニア視覚効果スーパーバイザー・視覚効果スーパーバイザー: WETAデジタル
- タンタンの冒険/ユニコーン号の秘密 The Adventures of Tintin: The Secret of the Unicorn (2011) 視覚効果スーパーバイザー: WETAデジタル
- 猿の惑星: 創世記 Rise of the Planet of the Apes (2011) 視覚効果スーパーバイザー: WETAデジタル
- ホビット 思いがけない冒険 The Hobbit: An Unexpected Journey (2012) 視覚効果スーパーバイザー
- マン・オブ・スティール Man of Steel (2013) 視覚効果スーパーバイザー: WETAデジタル[2]
- ホビット 竜に奪われた王国 The Hobbit: The Desolation of Smaug (2013) 視覚効果スーパーバイザー
- 猿の惑星: 新世紀 Dawn of the Planet of the Apes (2014) 視覚効果スーパーバイザー
- ホビット 決戦のゆくえ The Hobbit:The Battle of the Five Armies (2014) 視覚効果スーパーバイザー
- バットマン vs スーパーマン ジャスティスの誕生 Batman v Superman: Dawn of Justice (2016) シニア視覚効果スーパーバイザー: WETAデジタル
- ジャングル・ブック The Jungle Book (2016) シニア視覚効果スーパーバイザー: WETAデジタル
- BFG: ビッグ・フレンドリー・ジャイアント The BFG (2016) 視覚効果スーパーバイザー
- ピートと秘密の友達 Pete's Dragon (2016) シニア視覚効果スーパーバイザー
- 猿の惑星: 聖戦記 War for the Planet of the Apes (2017) シニア視覚効果スーパーバイザー
- ヴァレリアン 千の惑星の救世主 Valérian et la Cité des mille planètes (2016) シニア視覚効果スーパーバイザー: WETAデジタル

## 受賞歴
| 賞                       | 年     | 部門           | 作品名                                | 結果       |
| ------------------------ | ------ | -------------- | ------------------------------------- | ---------- |
| アカデミー賞             | 2002年 | 視覚効果賞     | 『ロード・オブ・ザ・リング/二つの塔』 | 受賞       |
| アカデミー賞             | 2003年 | 視覚効果賞     | 『ロード・オブ・ザ・リング/王の帰還』 | 受賞       |
| アカデミー賞             | 2004年 | 視覚効果賞     | 『アイ,ロボット』                     | ノミネート |
| アカデミー賞             | 2005年 | 視覚効果賞     | 『キング・コング』                    | 受賞       |
| アカデミー賞             | 2009年 | 視覚効果賞     | 『アバター』                          | 受賞       |
| アカデミー賞             | 2011年 | 視覚効果賞     | 『猿の惑星: 創世記』                  | ノミネート |
| アカデミー賞             | 2012年 | 視覚効果賞     | 『ホビット 思いがけない冒険』         | ノミネート |
| アカデミー賞             | 2013年 | 視覚効果賞     | 『ホビット 竜に奪われた王国』         | ノミネート |
| アカデミー賞             | 2014年 | 視覚効果賞     | 『猿の惑星: 新世紀』                  | ノミネート |
| 英国アカデミー賞         | 2002年 | 特殊視覚効果賞 | 『ロード・オブ・ザ・リング/二つの塔』 | 受賞       |
| 英国アカデミー賞         | 2003年 | 特殊視覚効果賞 | 『ロード・オブ・ザ・リング/王の帰還』 | 受賞       |
| 英国アカデミー賞         | 2005年 | 特殊視覚効果賞 | 『キング・コング』                    | 受賞       |
| 英国アカデミー賞         | 2009年 | 特殊視覚効果賞 | 『アバター』                          | 受賞       |
| 英国アカデミー賞         | 2011年 | 特殊視覚効果賞 | 『猿の惑星: 創世記』                  | ノミネート |
| 英国アカデミー賞         | 2011年 | 特殊視覚効果賞 | 『タンタンの冒険/ユニコーン号の秘密』 | ノミネート |
| 英国アカデミー賞         | 2012年 | 特殊視覚効果賞 | 『ホビット 思いがけない冒険』         | ノミネート |
| ロンドン映画批評家協会賞 | 2011年 | 技術貢献賞     | 『猿の惑星: 創世記』（視覚効果）      | ノミネート |

その他にも『ロード・オブ・ザ・リング/二つの塔』で視覚効果協会賞、ラスベガス映画批評家協会賞、サテライト賞を
『ロード・オブ・ザ・リング/王の帰還』でサターン賞、視覚効果協会賞、サテライト賞を
『アバター』でセントルイス映画批評家協会賞、フェニックス映画批評家協会賞、放送映画批評家協会賞、視覚効果協会賞を
『BFG: ビッグ・フレンドリー・ジャイアント』サターン賞でを受賞している。